# فيرناندو مينيسيس
فيرناندو مينيسيس (بالإسبانية: Fernando Meneses)‏ (27 أغسطس 1985 في تشيلي - ) هو لاعب كرة قدم تشيلي في مركز الوسط. شارك مع منتخب تشيلي تحت 20 سنة لكرة القدم ومنتخب تشيلي تحت 23 سنة لكرة القدم ومنتخب تشيلي لكرة القدم. أما مع النوادي، فقد لعب مع أليانزا ليما وكولو-كولو ونادي أونيفرسيداد كاتوليكا ونادي أوهيجينس وتيبورونيس روخوس دي فيراكروز ونادي كوبريلوا وأونيفرسيداد دي كونسيبسيون ‏.

## روابط خارجية
- فيرناندو مينيسيس على موقع قاعدة بيانات كرة القدم.إي يو (الإنجليزية)
- فيرناندو مينيسيس على موقع ناشيونال فوتبول تيمز (الإنجليزية)
- فيرناندو مينيسيس على موقع Soccerway.com (الإنجليزية)
- فيرناندو مينيسيس على موقع عالم كرة القدم.نت (الإنجليزية)
- فيرناندو مينيسيس على موقع AS.com (الإسبانية)